# Boris Berlin
Boris Berlin OC OOnt, né à Kharkov (aujourd'hui Kharkiv en Ukraine) le 27 mai 1907 et mort à Toronto le 24 mars 2001, est un compositeur, pianiste, éducateur musical et arrangeur musical canadien d'origine russe. Il est connu principalement dans le milieu pédagogique de piano pour ses œuvres nombreuses dans ce domaine et pour avoir enseigné à de nombreux pianistes célèbres. Ses quelque vingt livres pédagogiques se sont vendus à plus de quatre millions d'exemplaires durant toute sa vie et en 2000, il fut nommé Officier de l'ordre du Canada.

## Biographie
Né à Kharkiv, dans l'Empire russe, Boris Berlin commence ses études professionnelles en éducation musicale au Conservatoire de Sébastopol. Entre 1923 et 1925, il étudie au Conservatoire de musique de Genève avant de faire des études plus approfondies à l'Université des arts de Berlin où il était élève de Mark Hambourg et de Leonid Kreutzer (en). Il commence sa carrière professionnelle en effectuant des concerts de piano en Europe, plus particulièrement en Allemagne et en Suisse. Il vient pour la première fois au Canada alors que dans un trio de musique de chambre, il est parti en tournée en Ontario. Le pays est vite devenu son coup de cœur et il s'est donc inscrit comme professeur au Conservatoire de Musique de Hambourg à Toronto, poste qu'il occupe jusqu'en 1927. L'année suivante, il rejoint la faculté de piano du Conservatoire de Musique de Toronto (aujourd'hui le Conservatoire royal de musique) comme professeur de pédagogie musicale jusque plusieurs décennies plus tard. Il acquiert la citoyenneté canadienne en 1931. En 1970, il continue à enseigner le piano, cette fois-ci, à l'Université de Toronto. À travers son parcours professionnel, il a aussi occupé les postes de vérificateur, conférencier et arbitre dans des festivals de musique classique. Il a notamment eu comme élèves Louis Applebaum, Keith MacMillan et sa femme Gwen, Victor Alexeeff, Bernadene Blaha, Andrew Markow, Christina Petrowska-Quilico (en), Dorothy Sandler, Geraldine Shuster Leder, Norman Amadio (en) et Rudy Toth (en). Il a été nommé Heritage Teacher par le Conservatoire royal de musique lors d'une cérémonie le 6 avril 1990 et la Médaille commémorative du 125e anniversaire de la Confédération du Canada (en) et l'Ordre de l'Ontario en 1992. IL est mort le 24 mars 2001, peu avant la cérémonie qui allait lui remettre le prestigieux Ordre du Canada.